# Sigrid von Richthofen
Sigrid von Richthofen, als Sigrid Blanca Ingeborg Johanson, (* 2. Juni 1898 in Dresden; † 23. September 1977 in Hamburg) war eine deutsche Schauspielerin.

## Leben
Sie war seit 1928 mit Manfred Graf von Richthofen-Seichau (1903–1945) verheiratet.
Zu den Höhepunkten ihrer Karriere als Schauspielerin zählt ihre Rolle in Fellinis Julia und die Geister (Giulietta degli spiriti) aus dem Jahr 1965.
Rosa von Praunheim drehte 1977 einen halb biographischen Film mit dem Titel Gräfin von Richthofen über sie.
Sigrid von Richthofen starb am 23.  September 1977 in Hamburg.

## Filmografie

### Kino
- 1956: Zwischen Zeit und Ewigkeit
- 1959: Peter Voss, der Held des Tages
- 1961: Der grüne Bogenschütze
- 1961: Das Wunder des Malachias
- 1961: Der Fälscher von London
- 1962: Das Rätsel der roten Orchidee
- 1964: Polizeirevier Davidswache
- 1965: Julia und die Geister (Giulietta degli spiriti)
- 1965: St. Pauli Herbertstraße
- 1971: Rosy und der Herr aus Bonn
- 1971: Sonne, Sylt und kesse Krabben
- 1972: Cabaret
- 1976: Halt die Luft an, alter Gauner – Der Stockfisch und das Stinktier

### Fernsehen
- 1964: Das Gespenst von Canterville
- 1965: Der Fall Hau
- 1967: Claire
- 1967: Abgründe (Episode Claire)
- 1968: Das Ferienschiff (Fernsehserie)
- 1969: Jacques Offenbach – Ein Lebensbild
- 1970: Miss Molly Mill (Fernsehserie)
- 1971: F.M.D. – Psychogramm eines Spielers
- 1971: Percy Stuart (Fernsehserie)
- 1973: Diamanten-Party
- 1973: Rabe, Pilz & dreizehn Stühle (Fernsehserie)